# Tomás Saraceno
Tomás Saraceno, né le 26 novembre 1972 à San Miguel de Tucumán (Argentine), est un artiste contemporain argentin résidant en Allemagne.

## Biographie
Architecte de formation, il est notamment connu pour ses spectaculaires réseaux, tissés par des araignées, l'objet de sa recherche artistique et scientifique. 
Avec des installations spectaculaires comme Poetic Cosmos Of The Breath en 2007, il est avec Olafur Eliasson un représentant majeur de l'art environnemental contemporain. Il réside à l’Atelier Calder à Saché de février à juillet 2010,. A l'occasion de la COP21 en 2015, il a présenté sa vision de l'Aerocène - un mouvement global pour la conscience environmentale, innovative and créative, distribuée en commun.

## Quelques expositions

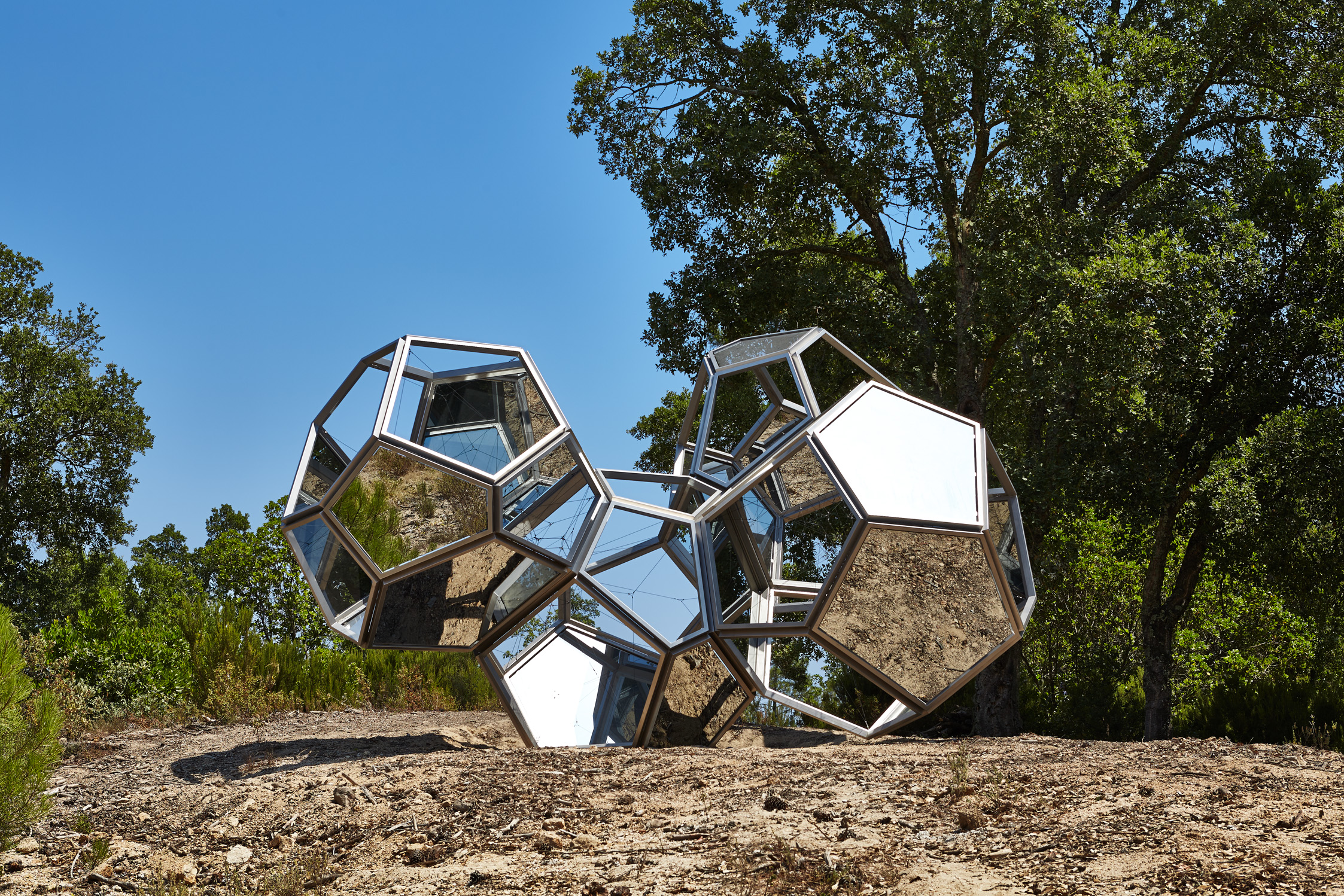
Tomas Saraceno, Air-Port-City / Cloud Cities, 2010, Domaine du Muy, France

- 2009 : Galaxies forming along filaments, like droplets along the strands of a spider’s web à la Biennale de Venise
- 2011 : Cloud Cities à la Hamburger Bahnhof (Berlin)
- 2012 : Cloud City au Metropolitan Museum of Art (New York)
- 2015 : Une brève histoire de l’avenir au Musée du Louvre (Paris)
- 2015 : Museo Aero Solar au Palais de Tokyo (Paris)
- 2015 : Aerocene au Grand Palais (Paris)
- 2017 : Cómo atrapar el universo en una telaraña au Musée d'Art Moderne de Buenos Aires
- 2017 : Cloud Cities: du sol au soleil, Voyage d’hiver dans les Jardins du château de Versailles
- 2018 : Carte blanche au Palais de Tokyo (Paris)[5]